# Kuličky (film)
Kuličky je český povídkový film režisérky Olgy Dabrowské z roku 2008, jde o její celovečerní debut. Na ploše čtyř povídek (Svatba, Maminčin andílek, Mravní imperativ a Pomalu, ale slábnu) vypráví o různých podobách ženské manipulace s muži.

## Výroba
Film se natáčel 20 natáčecích dní v letech 2006 a 2007 v Praze a okolí.

## Obsazení
| Marika Procházková   | Lada                      |
| Jiří Vyorálek        | katolický kněz Jára       |
| Petr Jeništa         | Radan                     |
| Jaroslav Someš       | zpovědník                 |
| Tereza Nvotová       | Angela                    |
| Josef Vystrčil       | František                 |
| Jan Burian           | protestantský farář Řehoř |
| Ester Kočičková      | Maruška, manželka Řehoře  |
| Libuše Balounová     | Boženka                   |
| Natálie Drabiščáková | Iva                       |
| Petr Mančal          | manžel Ivy                |
| Klára Botková        | Klára                     |
| Vladimír Škultéty    |                           |
| Anna Slezáková       | učitelka                  |
| Marta Vítů           | maminka Angely            |
| Jaromír Nosek        | Petr                      |
| Martin Dusbaba       |                           |
| Alena Štréblová      |                           |
| Alice Aronová        |                           |
| Simona Zmrzlá        | Jiřina                    |
| Jan Šantroch         |                           |
| Tomáš Milostný       |                           |
| Jiří Kaftan          | návštěvník hospody        |
| Sabina Mladenová     | návštěvnice hospody       |

## Recenze
- Darina Křivánková, Lidovky.cz
- k0C0UR, MovieZone.cz